# Aqua Julia
El Aqua Julia o Aqua Iulia es un acueducto romano construido en el 33 a. C. por Agripa. Fue reparado y ampliado por Augusto del 11 al 4 a. C.

## Ruta

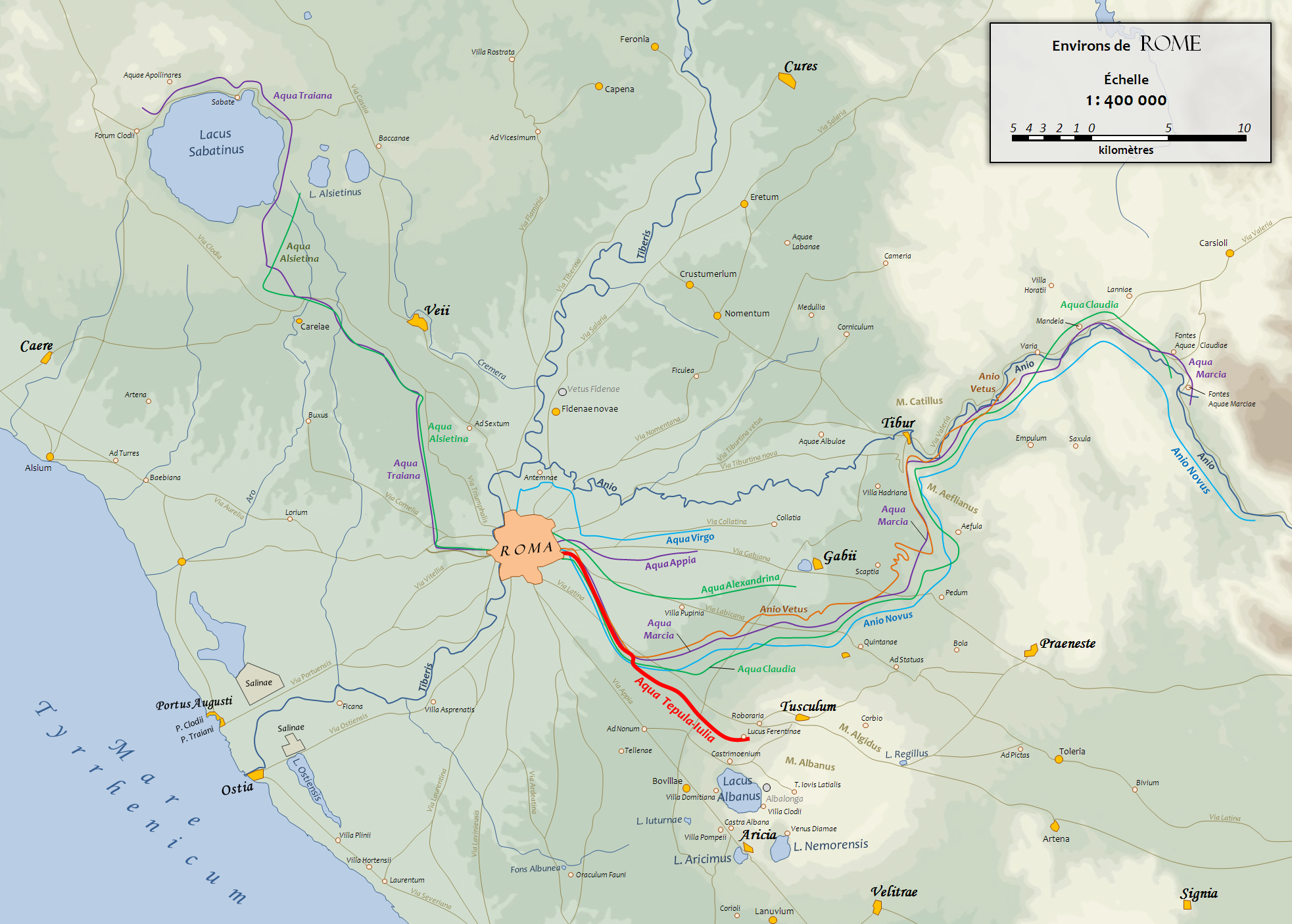
Ruta de Aqua Julia

Los manantiales de Aqua Iulia están situados aproximadamente a 800 metros al norte de la abadía de Grottaferrata. Frontino afirmó que los manantiales estaban a dos millas a la derecha de la duodécima milla de la vía Latina. El Aqua Iulia medía 15426 1/2 pasos de longitud. El suministro de agua se estimó en 1206 quinaria, o 48000 m³ durante un período de 24 horas. Se conocen varios cipos, todos datados de la época de Augusto.
El número 302 se ha encontrado cerca de los manantiales y el 281 no muy al sur de la abadía; otros (157, 156, 154, 153) han salido a la luz en Capannelle cerca de la séptima milla de la vía Latina, antes de que el canal comience a correr por encima del suelo sobre los arcos del Aqua Marcia.
El grupo mencionado anteriormente se remonta a la restauración del 14-11 a. C. Sin embargo, se ha localizado otro cipo, al norte de la abadía, con el número 2. Data del 14 a. C. y es, se presume, el resultado de otra restauración de Augusto, de la que no hay constancia.
El Aqua Iulia fluye sobre el Aqua Tepula, sobre los arcos del Aqua Marcia. El canal principal conduce a su castellum terminal. Además de esto, algunos arcos aún permanecen en la Piazza Guglielmo Pepe, lo que sugiere que una rama corría hacia el Nymphaeum Alexandri. La identificación de este ramal como parte del Aqua Iulia depende de que el specus que corre sobre él esté a solo 0.289 m por debajo del fondo del specus del acueducto de Porta Maggiore, que se encuentra a 63.739 m sobre el nivel del mar. Sin embargo, en Livellazione (citado en Anio Novus), el nivel del fondo del Aqua Iulia se encuentra a las afueras de Porta Maggiore, y su altura se da como 57.38 sobre el nivel del mar. Si esto es correcto, la rama debe haberse originado en Aqua Claudia o Anio Novus.
Frontino afirma que, antes de la construcción del Aqua Claudia, las Aqua Marcia e Iulia abastecieron al Celio y al Aventino En vida de Frontino, una sección del Marcia se desvió en Spes Vetus y se entregó a los embalses de la antigua colina.
El suministro de agua de los manantiales del Aqua Iulia, no del Aqua Crabra, ahora se lleva a Roma por el canal llamado Marrana Mariana, que fue construido por el Papa Calixto II en 1122. Sin embargo, este ha sido utilizado para molinos y para riego.